# Grignan
Grignan là một xã thuộc tỉnh Drôme trong vùng Auvergne-Rhône-Alpes, Pháp.
Xã có toà lâu đài Phục hưng. Xã Grignan nằm ở phía nam tỉnh, gần ranh giới với tỉnh Vaucluse, gần Mont Ventoux - núi cao nhất Provence.

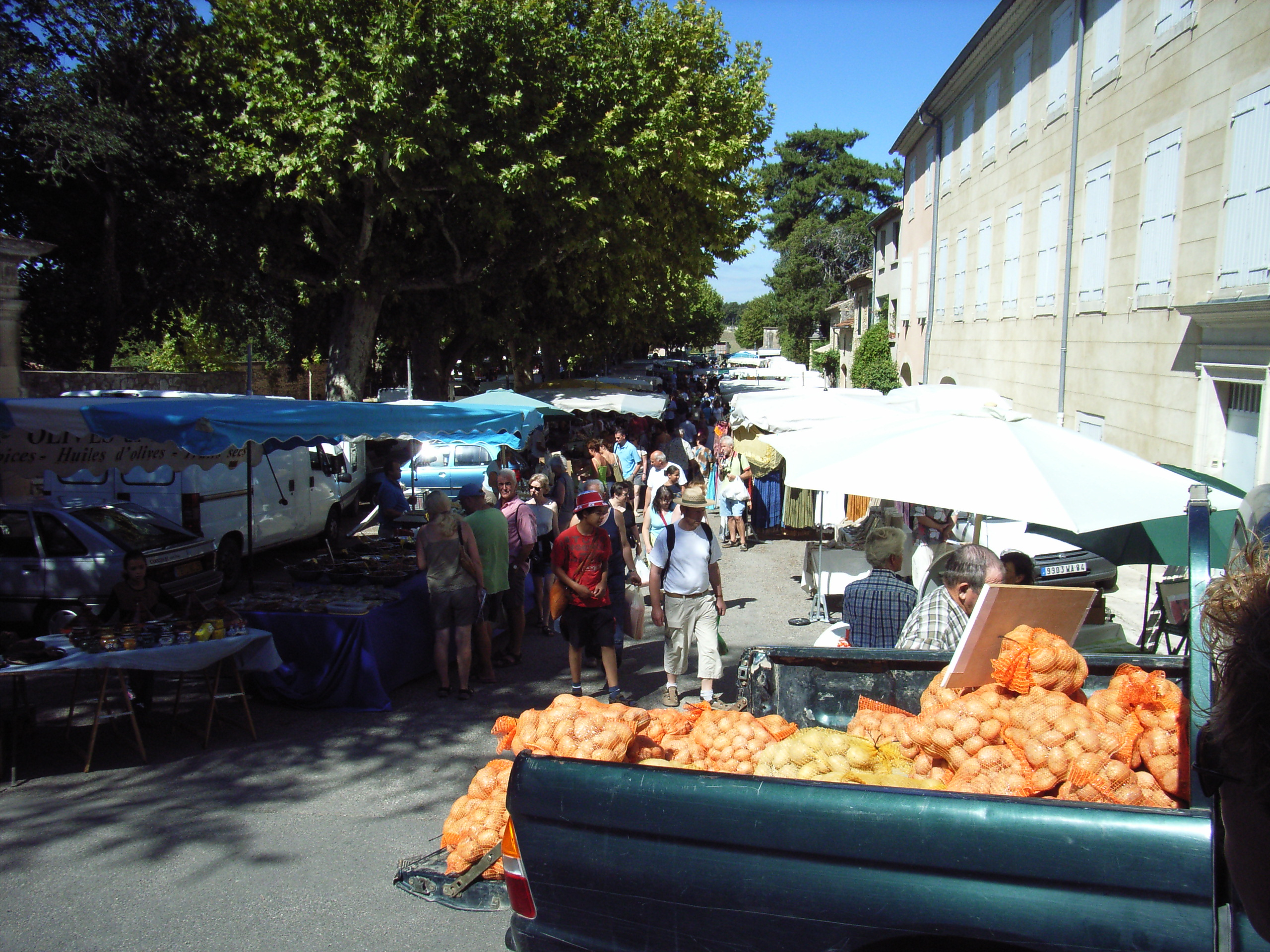
Chợ ở Grignan

## Nhân vật địa phương nổi bật
- Morton Beiser
- Roger Duchêne
- Sérgio Ferro
- J. Timothy Hunt
- Philippe Jaccottet
- François-Adhémar de Monteil de Grignan (1632–1714)
- Françoise-Marguerite de Sévigné
- Madame de Sévigné * Hamilton Southam